# Trabekel

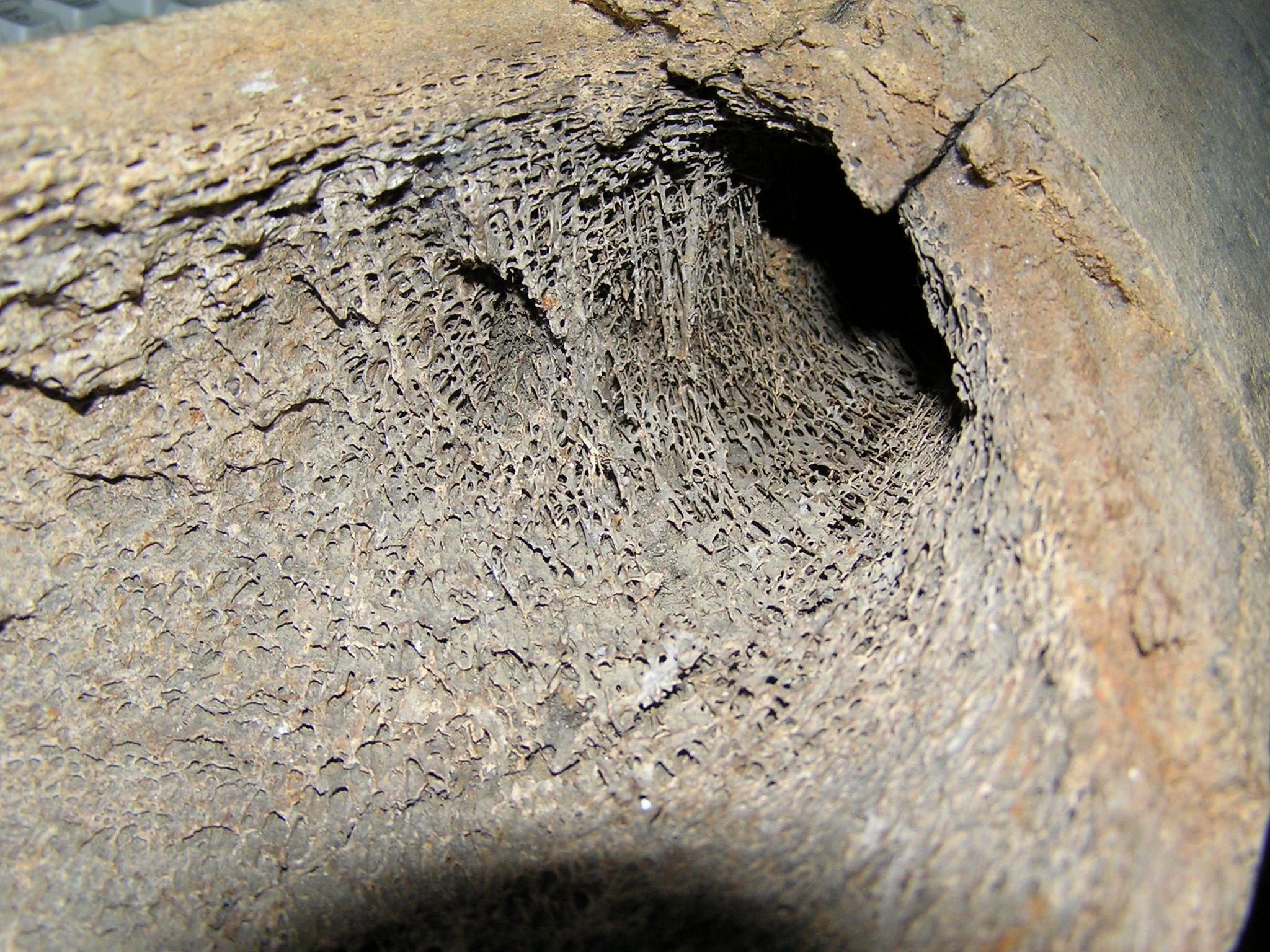
Trabeculair bot

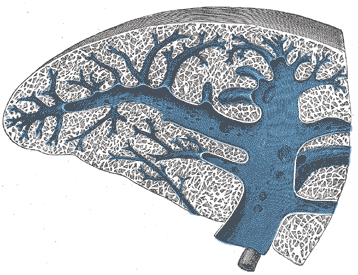
Doorsnede van de milt met trabeculae

Een trabekel of trabecula (Latijn: dunne balkje) is een klein stukje weefsel in de vorm van een balk. Dit kan spierweefsel, botweefsel (beenbalkje) of collageen in bindweefsel zijn.
In het hart komt het voor in spieren als de trabeculae carneae en de trabecula septomarginalis of moderatorband. Trabeculair bot bevindt zich in de holtes van botten. In het oog zorgt het trabeculair netwerk dat het kamervocht af kan vloeien. In jet corpus cavernosum clitoridis (zwellichaam van de clitoris) komen trabekels voor.